# ادوار بادر
ادوار بادر (فرانسوی: Édouard Bader‎; ۲۶ ژوئیهٔ ۱۸۹۹ – ۲۱ آوریل ۱۹۸۳) بازیکن راگبی ۱۵ نفره اهل فرانسه بود.